# The Beginning (album Black Eyed Peas)
The Beginning (z pol. Początek) – to szósty studyjny album amerykańskiej grupy muzycznej The Black Eyed Peas. Płytę wydano 26 listopada 2010, przez Interscope Records. Producentami krążka są Will.i.am, DJ Rosie, Free School, David Guetta, Giorgio Tuinfort, Rodney Jenkins i DJ Frank E. Album nagrany jest w stylu popu, hip-hopu, electro i techno. Pierwszym singlem promującym wydawnictwo została piosenka The Time (The Dirty Bit), zawierająca elementy piosenki z 1987 pod tytułem (I've Had) The Time of My Life, pochodzącej z filmu Dirty Dancing. Album zajął pierwsze miejsce na French Albums Chart i UK Dance Albums Chart, natomiast w Australii zdobył złotą płytę, a w Niemczech i Meksyku platynową. W pierwszym tygodniu sprzedaż płyty wyniosła 119.000 egzemplarzy w Stanach Zjednoczonych.

## Tło
W dniu 6 czerwca 2010 zespół w wywiadzie dla „The Big Issue” potwierdził, że pracuje nad nowym albumem. Album został opisany jako sequel poprzedniej płyty „The E.N.D”. Will.i.am ogłosił, że nowy krążek który „symbolizuje wzrost, nowych początków, i rozpoczyna nowe, świeże perspektywy”, będzie zatytułowany „The Beginning” i wydany zostanie 30 listopada. Album został oficjalnie zapowiedziany w komunikacie prasowym w dniu 26 października 2010 roku.
Kilka dni wcześniej przed premierą albumu, dwie piosenki z płyty zostały wydane jako single promocyjne. Pierwszy Do It Like This wydany został 15 listopada, a drugi Light Up the Night 22 listopada. The Beginning był częścią Oprah's Favorite Things. Publiczność otrzymała album jedenaście dni przed jego oficjalnym wydaniem. Trasa koncertowa promująca wydawnictwo planowana jest na początku lutego 2011.

## Single
- „The Time (The Dirty Bit)” - wydany został 5 listopada 2010. Premiera wersji radiowej miała miejsce w Stanach Zjednoczonych dnia 16 listopada[8][9].
- „Just Can’t Get Enough” - wydany został 8 lutego 2011.
- „Don’t Stop the Party” - wydany został 9 maja 2011.
- „Whenever” - wydany został 27 października 2011.

## Standardowa edycja[10]
1. „The Time (The Dirty Bit)” Allan Pineda, Damien LeRoy, Franke Previte, John DeNicola, Donald Markowitz - 5:08
2. „Light Up the Night” Pineda, Keith Harris, Ricky Walters - 4:21
3. „Love You Long Time” Stacy Ferguson, Joshua Alvarez - 3:45
4. „XOXOXO” Pineda, Justin Franks Jean Baptiste - 3:45
5. „Someday” Baptiste, Pineda, Jaime Gomez - 4:33
6. „Whenever” Ferguson - 3:16
7. „Fashion Beats” Ferguson, Harris, Nile Rodgers, Bernard Edwards - 5:20
8. „Don’t Stop the Party” Pineda, Gomez, Ferguson, Joshua Alvarez, LeRoy - 6:07
9. „Do It Like This” Pineda, Gomez, LeRoy - 5:29
10. „The Best One Yet (The Boy)” Pineda, Gomez, David Guetta, Giorgio Tuinfort, Sylvia Gordon, Baptiste - 4:25
11. „Just Can’t Get Enough” Pineda, Gomez, Ferguson, Alvarez, Stephen Shadowen, Rodney Jerkins, LaShawn Daniels, Julie Frost - 3:39
12. „Play It Loud” Michael McHenry, Baptiste - 4:21

## Deluxe Edition[11]
1. „The Time (The Dirty Bit)” Allan Pineda, Damien LeRoy, Franke Previte, John DeNicola, Donald Markowitz - 5:08
2. „Light Up the Night” Pineda, Keith Harris, Ricky Walters - 4:21
3. „Love You Long Time” Stacy Ferguson, Joshua Alvarez - 3:45
4. „XOXOXO” Pineda, Justin Franks Jean Baptiste - 3:45
5. „Someday” Baptiste, Pineda, Jaime Gomez - 4:33
6. „Whenever” Ferguson - 3:16
7. „Fashion Beats” Ferguson, Harris, Nile Rodgers, Bernard Edwards - 5:20
8. „Don’t Stop the Party” Pineda, Gomez, Ferguson, Joshua Alvarez, LeRoy - 6:07
9. „Do It Like This” Pineda, Gomez, LeRoy - 5:29
10. „The Situation” (bonus track) Adams, Ryan Buendia, Ferguson, Pineda - 3:46
11. „The Coming” bonus track Adams, Alvarez, Gomez, Baptiste, Paul Love, Barrington Levy, Pineda - 4:19
12. „Own It” bonus track Adams - 3:13
13. „The Best One Yet (The Boy)” Pineda, Gomez, David Guetta, Giorgio Tuinfort, Sylvia Gordon, Baptiste - 4:25
14. „Just Can’t Get Enough” Pineda, Gomez, Ferguson, Alvarez, Stephen Shadowen, Rodney Jerkins, LaShawn Daniels, Julie Frost - 3:39
15. „Play It Loud” Michael McHenry, Baptiste - 4:21

## Super Deluxe Edition (Disc 1) – Bonus Track[11]
1. „Everything Wonderful” featuring David Guetta Adams, Baptiste, Tuinfort, Guetta, Pineda- 4:03
2. „Phenomenon” Adams, Alvarez, Baptiste, Buendia, Ferguson, Pineda - 3:40
3. „Take It Off” Adams, Gomez, Beleegh Hamdi, Ferguson, Pineda, Hamza Mohamed - 4:09

## Super Deluxe Edition (Disc 2) – The Best of The E.N.D.[11]
1. „Boom Boom Pow” Adams, Pineda, Ferguson, Gomez - 4:11
2. „I Gotta Feeling” Adams, Pineda, Ferguson, Gomez, Guetta, Riesterer - 4:49
3. „Meet Me Halfway” Adams, Pineda, Ferguson, Gomez, Harris, Baptiste, Sylvia Gordon - 4:44
4. „Imma Be” Adams, Pineda, Ferguson, Gomez, Harris, J. Tankel, D. Foder, T. Brenneck, M. Deller - 4:17
5. „Rock That Body” Adams, Pineda, Gomez, Ferguson, Guetta, Mark Knight, Adam Walder, Baptiste, Jamie Munson, Robert Ginyard - 4:32

## Sample
- „The Time (The Dirty Bit)” - zawiera sampel piosenki z 1987 pt. „(I've Had) The Time of My Life” pierwotnie wykonywanej przez Billa Medleya i Jennifer Warnes w filmie „Dirty Dancing”[12].
- „Light Up the Night” - zawiera sampel piosenki „Children’s Story” rapera „Slick Ricka”
- „Love You Long Time” - zawiera sampel piosenki „Give It Up” zespołu „KC & The Sunshine Band”
- „Fashion Beats” - zawiera sampel piosenki „My Forbidden Lover” zespołu „Chic”[13]
- „The Coming” - zawiera sampel piosenki „Here I Come” muzyka reggae „Barringtona Levy’ego”
- „Do It Like This” - zawiera sampel piosenki „Candy (Drippin' Like Water)” rapera „Snoop Dogga"